# Torsten Leon-Nilson
Nils Torsten Leon-Nilson, född 23 november 1920 i Lund, död 17 september 1993 i Limhamns församling, dåvarande Malmöhus län, var en svensk arkitekt. 
Torsten Leon-Nilson var son till arkitekten Leon Nilson och Nancy Petterson. Han tog arkitektexamen på Kungliga Tekniska högskolan i Stockholm 1946.
Torsten Leon-Nilson har restaurerat flera svenska kyrkor, däribland Stora Råby kyrka, Munkarps kyrka, Drothems kyrka, Brösarps kyrka, Tottarps kyrka, Lövestads kyrka, med flera. Han efterträdde sin far som chef för Ignaberga kalkbruk.
Han var från 1955 gift med Christina Ebbeson (född 1928).